# Dalwigker Holz
Das Dalwigker Holz ist ein Waldgebiet südöstlich von Korbach im nordhessischen Landkreis Waldeck-Frankenberg. Es besteht aus zwei benachbarten buchengeprägten Laubwaldkomplexen. Der größere Südteil ist, zusammen mit dem südwestlich von Dorfitter bzw. südöstlich von Nieder-Ense gelegenen „Gebrannten Holz“, Teil des Fauna-Flora-Habitat-Gebiets 4719-303 „Dalwigker Holz und Gebranntes Holz bei Korbach“ und ist nach der europäischen Fauna-Flora-Habitat-Richtlinie geschützt. Der Wald ist nach dem 1624 zerstörten Dorf Dalwigk benannt.

## Geographische Lage
Der Wald besteht aus zwei Teilen, einem kleineren im Norden und einem größeren im Süden, beide östlich der Bundesstraße 252, voneinander getrennt durch einen schmalen, knapp 200 m breiten Streifen landwirtschaftlich genutzten Gebiets.
Der nördliche, von Westen nach Osten von 385 auf 418 m Höhe ansteigende Teil liegt östlich der B 252 und südlich der der B 251 zwischen der Kernstadt Korbach im Nordwesten und dem Korbacher Stadtteil Meineringhausen im Nordosten (51° 15′ 0″ N, 8° 54′ 36″ O). Etwa 300 westlich seines äußersten Westendes, auf der gegenüberliegenden Seite der B 252, befindet sich die Wüstung Dalwigk, nach der der Wald benannt ist.
Dem von 340 m im Westen bis auf über 420 m im Osten ansteigenden Südteil (51° 14′ 26″ N, 8° 54′ 29″ O) benachbart sind die beiden Dörfer Dorfitter im Südwesten und Obernburg im Süden, beides Ortsteile der Gemeinde Vöhl. Entlang einem Teil seiner Westseite verlaufen die der Itter im Süden zustrebende Kuhbach und ein kurzes Stück der 1900 eröffneten, 1991 stillgelegten und 2015 reaktivierten Unteren Edertalbahn (seit 2015 auch Nationalparkbahn genannt) zwischen Frankenberg und Korbach. Entlang der Ost- und Südseite dieses Waldgebiets verlief bis 1918 die einstige Grenze zwischen dem Fürstentum Waldeck im Norden und der Herrschaft Itter bzw. dem Großherzogtum Hessen-Darmstadt im Süden.

## Naherholung und Sehenswürdigkeiten
Beide Teile des Waldes sind durch Wanderwege und Forststraßen erschlossen. Insbesondere durchquert die 14. Etappe des Fernwanderwegs Hessenweg 1, von Herzhausen an der Einmündung der Eder in den Edersee nach Korbach, das Dalwigker Holz.
Im östlichen Teilbereich des Nordteils, auf dessen höchster Erhebung, befindet sich auf ca. 418 m Höhe ü. NHN die Dalwigker Warte, auch Meineringhäuser Warte genannt (51° 15′ 4″ N, 8° 54′ 50″ O). Der aus dem Mittelalter stammende Rundturm, einst Teil der äußeren Stadtbefestigung von Korbach, befand sich lange Zeit in keinem guten Zustand, wurde aber in den 1990er Jahren restauriert. Heute kann man die Warte über eine Außentreppe zu einer Aussichtsplattform besteigen.

## Naturschutz
Der Südteil des Dalwigker Holzes ist Teil des insgesamt 135,77 ha umfassenden Fauna-Flora-Habitat-Gebiets „Dalwigker Holz und Gebranntes Holz bei Korbach“. Unter Schutz stehen hier insbesondere Hainsimsen-, Waldmeister- und Orchideen-Kalk-Buchenwälder mit Vorkommen zahlreicher seltener Pflanzenarten, darunter seltene Orchideenbestände, und hohen Altholzanteilen.
Etwa 800 m östlich von Dorfitter befindet sich im südlichen Teil des Dalwigker Holzes am steilen Südhang über der Kuhbach die nicht touristisch erschlossene und FFH-geschützte Dalwigker Höhle (51° 14′ 20″ N, 8° 54′ 7″ O), eine Karsthöhle von 132 m Länge. Sie gilt als zweitgrößte begehbare Höhle Nordhessens und wurde durch einen im Kuhbachtal ausmündenden ehemaligen Bergwerksstollen erschlossen, der 1916 bei der Suche nach Kupfererz angelegt wurde. Die Höhle ist Habitat zahlreicher an das Höhlenleben angepasster Tierarten und zählt zu den regional bedeutsamen Winterquartieren für Fledermäuse der Untergattung Myotis der Mausohrfledermäuse.
Unmittelbar am Südostrand, aber außerhalb des nördlichen Waldstücks liegt auf 405 m Höhe über NHN das Naturdenkmal „Krähenteich“ (51° 14′ 54″ N, 8° 54′ 45″ O), ein 0,28 Hektar großes Feuchtgebiet mit Teich, das dem Vogel- und Amphibienschutz dient.